# Lúcar
Lúcar és una localitat de la província d'Almeria. L'any 2005 tenia 822 habitants. La seva extensió superficial és de 95 km² i té una densitat de 8,7 hab/km². Està situada a una altitud de 895 metres i a 127 quilòmetres de la capital de la província, Almeria.

## Demografia
| 1996 | 1998 | 1999 | 2000 | 2001 | 2002 | 2003 | 2004 | 2005 |
| ---- | ---- | ---- | ---- | ---- | ---- | ---- | ---- | ---- |
| 799  | 786  | 792  | 767  | 787  | 786  | 791  | 798  | 822  |